# Мідтаун
40°45′17″ пн. ш. 73°59′03″ зх. д. / 40.754722222222° пн. ш. 73.984166666667° зх. д.

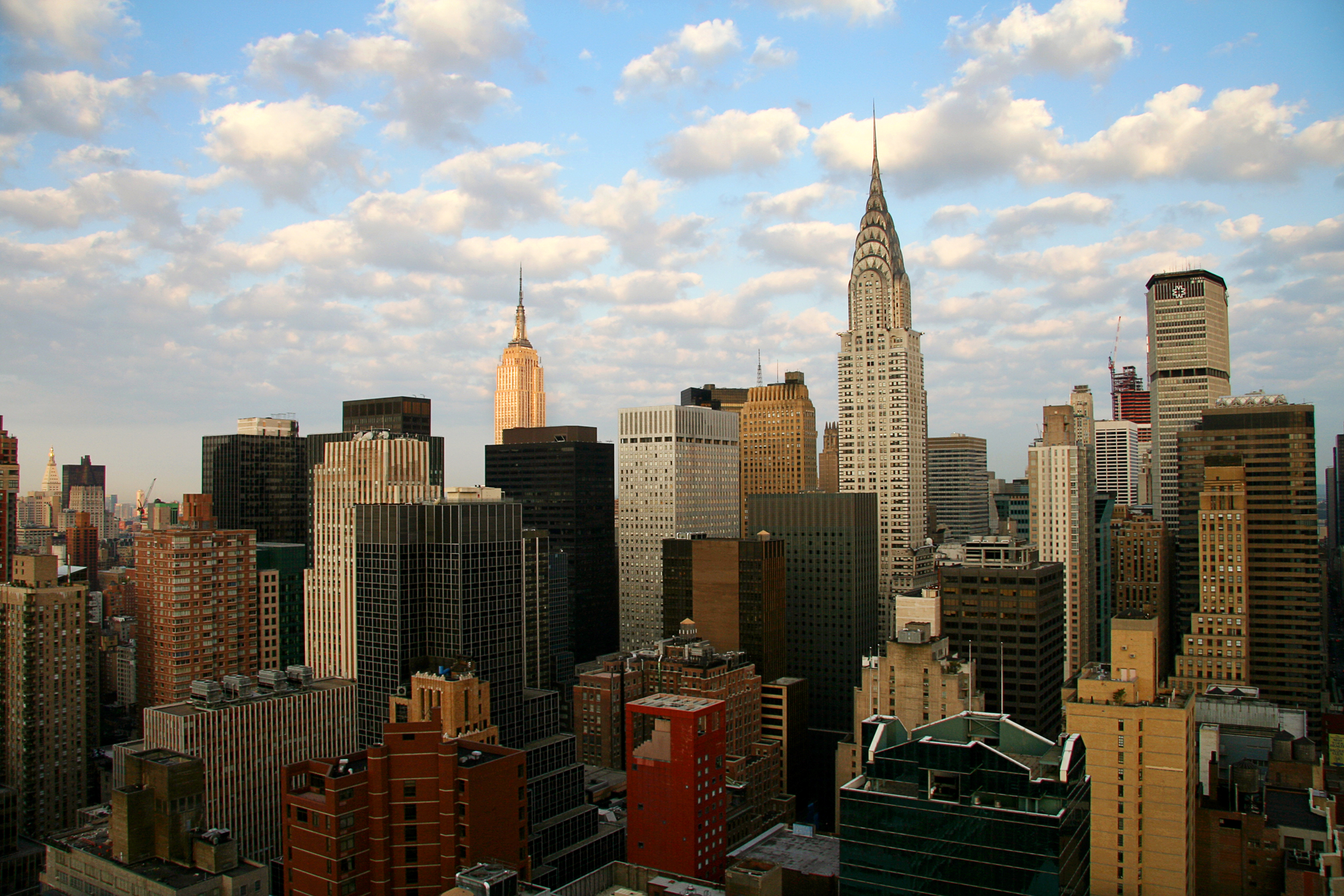
Вид на західний Мідтаун з Емпайр-Стейт-Білдінгом та Крайслер Білдінгом

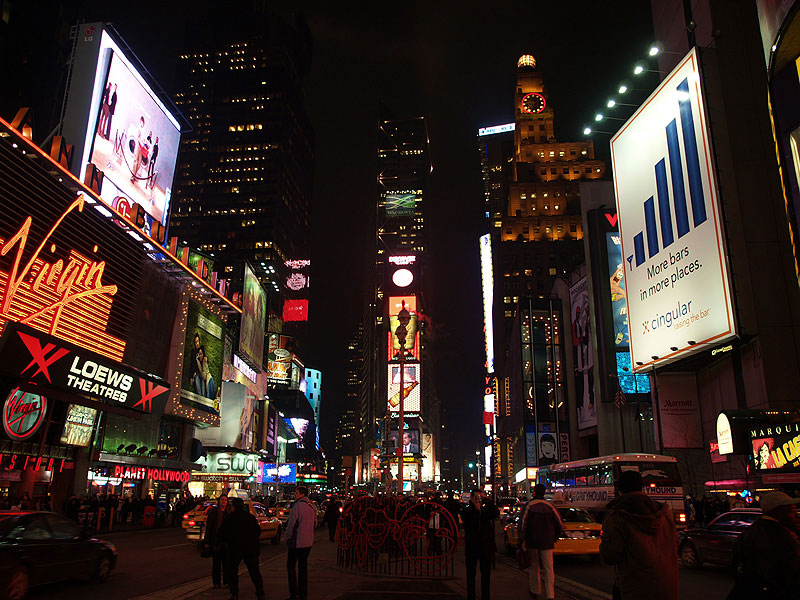
Таймс-Сквер в Мідтауні

Мідтаун або Середній Мангеттен (англ. Midtown Manhattan) — один з трьох великих районів боро Мангеттен поряд із Даунтауном та Аптауном. На півночі Мідтаун обмежений 59-ю вулицею, на заході — річкою Гудзон, на сході — протокою Іст-Ривер. Південною межею зазвичай вважається 14-та вулиця, але часом — 30-та вулиця.
Мідтаун є діловим і торговим районом. Тут, зокрема, знаходяться чимало відомих хмарочосів та комплексів, серед яких Емпайр-Стейт-Білдінг, Рокфеллерський центр, Фундація Форда, Крайслер Білдінг, комплекс ООН. Мідтаун є найбільшим діловим центром Нью-Йорка й одним з найактивніших ринків нерухомості у світі. Так, за обсягом фінансових операцій Мідтаун конкурує з Даунтауном. В районі знаходиться значна кількість визначних пам'яток, багато з яких розташовані на Таймс-Сквері, Бродвеї, П'ятій авеню та 42-й вулиці. На ділянці Шостої авеню, що проходить через Мідтаун, знаходяться штаб-квартири чотирьох найбільших телемереж.

## Відомі будівлі
У Мідтауні знаходяться деякі з найвищих хмарочосів Нью-Йорка, зокрема Емпайр-Стейт-Білдінг, Крайслер Білдінг, Башта Банку Америки, Будівля Нью-Йорк Таймс. Однією з найвідоміших площ Мідтауна є Таймс-Сквер.
| - Емпайр-Стейт-Білдінг - Башта Банку Америки - Музей сучасного мистецтва - Будівля Нью-Йорк Таймс - Рокфеллерський центр - Собор Святого Патрика - Гранд Сентрал Термінал | - Нью-Йоркська публічна бібліотека - Крайслер Білдінг - Центр Тайм-Ворнер - Штаб-квартира ООН - Карнегі-Хол - Медісон-сквер-гарден - Сітігруп Центр | - Поштамт Джеймса Фарлея - Пенсильванський вокзал - Плаза (готель) - Браянт-Парк - Трамп-тауер - Таймс-Сквер - Тауер 49 |